# Idus Martiae
Idus Martiae var den 15. dag i måneden marts (Martius) ifølge den traditionelle romerske kalender, Fasti. Denne dato er i dag særligt kendt, da den romerske statsmand Julius Cæsar blev dræbt på denne dato i 44 f.Kr. Idus betegnede normalt den 13. dag i måneden, men i marts, maj, juli og oktober var det den 15.

## Attentatet på Julius Cæsar
Cæsar blev indkaldt til et senatsmøde i Pompejus' teater i Rom på Idus Martiae med det formål at overlevere et bønskrift til ham, hvor senatorerne bad ham at give senatets dets magt tilbage. Da han var nået frem, blev han stukket ned af en gruppe senatorer, der kaldte sig selv Liberatores (Befriere) ved foden af den statue, der forestillede hans tidligere rival Pompejus. Attentatmændene retfærdiggjorde deres handling med, at de begik tyrandrab og ikke mord, og at deres handling havde reddet republikken fra at blive til et monarki.
Ifølge den græske historiker Plutarch var Cæsar få dage tidligere blevet advaret om, at han skulle passe på netop denne dato af en spåmand ved navn Titus Vestricius Spurinna.
William Shakespeare skrev følgende replik i sit skuespil Julius Caesar; "”Beware the Ides of March” (”Pas på idus Martiae”)’’, den er siden blevet et ofte brugt udtryk i det engelske sprog for en forudanelse om undergang og død.
Idus var ironisk nok netop blevet afskaffet som datoangivelse af Julius Cæsar i forbindelse med hans egen kalenderreform, den Julianske kalender. Udtrykket blev dog fortsat benyttet længe efter i dagligsproget.

## Eksterne link
- William Shakespeare, Julius Caesar, Act 1, Scene II
- Plutarch, The Parallel Lives, The Life of Julius Caesar